# Digital distribution
Digital distribution är ett sätt att distribuera immateriella produkter.
Det kan ske genom nedladdning där användaren sparar en lokal kopia, eller som strömmande media där användaren tar del av materialet utan att spara en lokal kopia.